# Hidden Valley Falls
Hidden Valley Falls är ett vattenfall i Belize. Det ligger i distriktet Cayo, i den centrala delen av landet, 23 km söder om huvudstaden Belmopan. Hidden Valley Falls ligger 691 meter över havet.
Terrängen runt Hidden Valley Falls är kuperad. Runt Hidden Valley Falls är det glesbefolkat, med 10 invånare per kvadratkilometer..
I omgivningarna runt Hidden Valley Falls växer i huvudsak städsegrön lövskog.